# Oplakivanje Krista (Mantegna)
Oplakivanje Krista (poznata i kao Plač iznad mrtvog Krista ili jednostavno Mrtvi Krist) je slika ranorenesansnog talijanskog slikara Andree Mantegna iz oko 1480. godine (iako datiranje slike nije pouzdano utvrđeno, zasigurno se zna da je naslikana nekad između 1475. i 1501. god., najvjerojatnije ranih 1480-ih). Slika prikazuje tijelo mrtvog Krista, položeno na mramornu ploču, dok ga promatraju Djevica Marija i Sveti Ivan, koji oplakuju njegovu smrt. 
Ovaj motiv je bio čest u srednjovjekovnoj i renesansnoj umjetnosti, iako je ovakav način Pomazanja Krista bio potpuno nov jer je do tada većina Oplakivanja prikazivala bližu interakciju uplakanih i samog Krista. Ovdje je bogatstvo kontrasta svjetla i sjene (kjaroskuro) prožeto dubokim osjećajem patosa. Realizam i tragičnost prizora su pojačani nasilnom perspektivom u kojoj je položeno tijelo u dramatičnom skraćenju, naglašenih anatomskih detalja; osobito Kristova stomaka. Rane na Kristovim nogama i rukama, kao i lica dvoje ožalošćenih su portretirani bez imalo idealizma i potrebe za retorikom. Snažno modelirana draperija koja prekriva tijelo nadalje pojačava dramatičnost prizora. Kompozicija u središtu smješta Kristove prepone, što je čest slučaj u tadašnjim prikazima Krista, osobito kao Dječaka, što Leo Steinberg i drugi dovode u svezu s teološkim naglašavanjem Kristove ljudskosti.
Mantegna je istovremeno prikazao surovu studiju ljudskog leša i duboko religiozan opis biblijske tragedije. Ova slika je još jedan primjer Mantegnine veštine prikazivanja matematičke perspektive. Ali premda na prvi pogled izgleda da je tijelo u linearnoj perspektivi, pažljivim promatranjem otkrivamo kako je slikar vidno umanjio stopala figure, jer bi u suprotnom ona uglavnom prekrila većinu tijela.
Mantegna je najvjerojatnije naslikao ovu sliku za nečiju osobnu grobnu kapelu, ali su je pronašli njegovi sinovi u slikarevom ateljeu nakon njegove smrti i prodali su je kako bi otplatili dugove. Slika se danas nalazi u pinakoteci Brera u Milanu.